# E・E・カミングス
E・E・カミングスことエドワード・エスリン・カミングス（Edward Estlin Cummings, 1894年10月14日 – 1962年9月3日）は、アメリカ合衆国の詩人、画家、随筆家、劇作家。900篇以上の詩を書いた。e. e. cummings（e・e・カミングス）、e e cummingsと表記されることもある。

## 生涯
E・E・カミングスは1894年、マサチューセッツ州ケンブリッジに生まれた。父親のエドワードはハーバード大学の社会学・政治学教授で、後にはユニテリアン主義の聖職者になった人物。母親はレベッカ・ハズウェル・クラーク・カミングス。6歳下の妹エリザベスがいる。カミングスは教養ある家庭で育ち、10歳で早くも詩を書いた。Cambridge Rindge and Latin Schoolに進むと、詩や小説を学校新聞に発表した。1911年から1916年までハーバード大学に通い、そこで1915年にB.A.（Bachelor of Arts）を、1916年には英語と古典研究の修士を取得した。この頃、ジョン・ドス・パソスと友人になり、新入生寮に同居した。また、1912年から『Harvard Monthly』にいくつかの詩を発表し、ドス・パソス、S・フォスター・デイモンら「Harvard Aesthetes」のメンバーと学校新聞に精を出した。1915年には『Harvard Advocate』に詩を発表した。
カミングスは早い時期からギリシャ語やラテン語を学んでいて、その嗜好は後期作品のタイトルに見ることができる。たとえば、詩集『XAIPE』はギリシャ語で「喜べ！」、戯曲『Anthropos』はギリシャ語で「人類」、カミングス最長の詩『Puella Mea』はラテン語で「マイ・ガール」の意味である。
ハーバード大学の最後の年（1916年）、カミングスはガートルード・スタインやエズラ・パウンドといった作家たちに強い影響を受けた。卒業式では『The New Art』と題した論争的な演説を行ったが、この演説は不覚にも、人気のあったイマジズム詩人エイミー・ローウェルがアブノーマルだという誤った印象を与えてしまい（カミングス自身はローウェルを尊敬していた）、カミングスも悪評を蒙ってしまった。
1917年、カミングスはドス・パソスとともにノートン＝ハージェス救急隊に入隊した。自動車（救急車）の目新しさはアメリカ合衆国の教養ある若者にも喜ばれた（歴史的に他の戦争の時より第一次世界大戦中に有名作家がメディカルサービスに従事したのはそのためらしい。ヘミングウェイを含む少なくとも23人の作家が救急隊に入隊している）。事務上の手違いのため、カミングスは5週間ほど救急部隊の任務につけず、その間、パリに滞在した。カミングスはパリに惚れ込んで、生涯を通してたびたび戻るまでになった。
遅れていた任務に就いて5か月後の9月21日、カミングスと友人のウィリアム・スレイター・ブラウンはスパイの疑いで逮捕された（2人は戦争について公然と平和主義を表明していた）。カミングスらはノルマンディー、オルヌ県ラ・フェルテ＝マセにある軍の拘留キャンプ「Dépôt de Triage」に送られ、そこで3か月半惨めな生活を送った。このキャンプでの体験は、カミングスの小説『巨大な部屋』と関係している。
12月19日、政治家にコネのある父親の干渉で、カミングスは拘留キャンプから釈放された。1918年の元日にカミングスはアメリカ合衆国に帰国した。しかし、アメリカ陸軍に徴兵され、11月までマサチューセッツ州のキャンプ・デベンズの第73歩兵師団にいた。
1920年、カミングスは『Eight Harvard Poets』という詩集に自作の詩を発表すると、翌1921年、パリに戻り、そこに2年間暮らした後、ニューヨークに戻った。1920年代と1930年代、カミングスは何度もパリを訪れ、ヨーロッパ中を旅し、パブロ・ピカソらと会った。1931年、カミングスはソビエト連邦に行き、2年後にその時の体験を書いた『Eimi』を出版した。他にもこの時代、『バニティ・フェア』誌の随筆家ならびにポートレイト・アーティストとして北アフリカとメキシコを旅している（1924年から1927年）。
1926年、父親が自動車事故で亡くなった。母親も重傷を負った。父親の死はカミングス自身とその作品に重大な影響を及ぼした。この時からカミングスの芸術家としての人生は新しい時代を迎えた。カミングスは詩の中で人生のより重要な面に焦点を当てはじめた。『my father moved through dooms of love』という詩は父親の追憶へのオマージュである。
ユニテリアン主義の家に生まれたカミングスは一生を通じて、超越的傾向を示した。円熟と年を重ねるごとに、カミングスは神との「我-汝」関係（I and Thou）に向かっていった。カミングスの日記には「le bon Dieu（神）」への言及が、詩・美術作品の霊感を得るための祈祷（（たとえば、「Bon Dieu! 私はいつの日か本当に偉大なことができますでしょうか、アーメン」）同様に繰り返し出てきた。
i thank You God for most this amazing
day:for the leaping greenly spirits of trees
and a blue true dream of sky; and for everything
which is natural which is infinite which is yes
大意
我は汝神に感謝します、この驚くべき
日の御礼に。元気に跳ね回る木々の精霊
そして青い空の真の夢の御礼に。さらに
自然なるもの果てしなきものイエスという言葉であるもの、すべてのものの御礼に
カミングスは長期の事実婚を含めて、3回結婚している。
最初の妻はエレイン・オアで、1919年、カミングスは当時スコフィールド・セイヤー（ハーバード大学時代からの友人。ドス・パソスと一緒に住んだ大学寮の部屋の名前「セイヤー」の名前の由来となった。Scofield Thayer参照）の妻だったエレインと不倫関係に落ちた。同年、二人の間に、カミングスただ一人の子供である娘ナンシーが誕生した。二人が結婚したのは、エレインがセイヤーと離婚した後、1924年になってからだった。しかし、その結婚はわずか9か月たらずで離婚という結果に終わった。エレインがカミングスを捨て、裕福なアイルランド人銀行家の元に走ったのだった。エレインは娘ナンシーとアイルランドに移った。離婚時の取り決めでカミングスは毎年3か月間のナンシーの親権を与えられたが、エレインは合意しなかった。そのためカミングスは1946年になるまで娘と会うことができなかった。
1929年、カミングスは二度目の妻アン・ミネリー・バートンと再婚した。しかし、3年後の1932年、二人は別れた。同年、アンは「メキシコ離婚」をしたが、それがアメリカ合衆国で法的に認められたのは1934年8月のことだった。
アンと別れた1932年に、カミングスはファッションモデルで写真家のマリオン・モアハウス（1906年3月9日 - 1969年5月18日）と知り合った。二人がいつ正式に結婚したかは明らかでないが、モアハウスは1962年にカミングスが亡くなるまで一緒だった。
1952年、カミングスの母校ハーバード大学は、カミングスに客員教授という名誉職を与えた。1952年から1953年にかけてのCharles Eliot Norton Lecturesでの講義は後に『i: six nonlectures』としてまとめられた。
死ぬ前の10年間をカミングスは、旅行、やりがいのあるセミナー、そしてニューハンプシャー州シルバーレイクにある夏の別荘ジョイ・ファームで過ごすことに費やした。
1962年9月3日、カミングスはニューハンプシャー州ノースコンウェイにて脳卒中で亡くなった。67歳だった。
火葬にされたカミングスの灰はボストンのフォレストヒルズ墓地および火葬場に埋葬された。

## 名前の表記
出版者たちはしばしばカミングスの名前を、その詩の型破りな表現法を反映させて、全て小文字でピリオドも入れずに「e e cummings」と書いた。カミングス自身は小文字版も大文字版も両方使った。ある本の前書きでは、名前を法的に「e. e. cummings」に変えたとあるが、未亡人によるとそうではなかったと言う。しかし、カミングスはフランスの翻訳家への手紙に、大文字版が好きだと手紙に書いている。あるカミングス研究家は、カミングスはサインする際にまれに名前を小文字にしたが、それは謙遜を意図してのものであり、他人によってそのように表記される事を好んだ訳ではなかったのではないか、と考えている。

## 作品
アバンギャルドなスタイルと密接な関係を持つにもかかわらず、カミングスの作品の多くは伝統的である。多くの詩はソネットで、時にはブルース形式や折句（アクロスティック）を使うことあった。カミングスの詩は「愛」「自然」のテーマや「個と全体」「個と世界」の関係を扱うことが多い。また風刺に満ちている。
カミングスの詩形とテーマはロマンティックな伝統と近しく、作品は特異な統語論、つまり、個々の語をより大きな句や文に配列する方法を示している。カミングスの最もきわだった詩の多くは印刷上または句読点の革新をまったく伴わないものの、純粋に統語的である。
ガートルード・スタインやエズラ・パウンドを含む著名なモダニズム文学者の影響を受けているのと同様、カミングスの初期作品はエイミー・ローウェルのイマジスムの実験を利用している。後に、パリ訪問で、カミングスはダダイスムやシュルレアリスムに接し、それはカミングスの作品に浸透した。さらにカミングスは自然や死のイメージを自作に取り込むのが好きだった。
カミングスの詩は、いくつかが（押韻や韻律にとらわれない）自由詩である一方、多くは複雑な押韻構成を持ち、十四行で構成されるソネットだった。カミングスの詩の多くは、語・語のパート・句読点がページ中に散らばった、印刷的に華麗なスタイルを特徴としていた。
それはしばしば、読んだだけではほとんど意味をなさず、声に出して読んではじめて、意味や感情がわかることもあった。カミングスは画家でもあり、プレゼンテーションの重要性を理解していて、いくつかの詩には「絵を描く」ための活版印刷を用いた。
 
1(a
 
le
af
fa
 
ll
 
s)
one
l
 
iness
-- E・E・カミングス『1(a leaf falls)oneliness』
初期の作品の中にさえ、カミングスの型破りのスタイルの萌芽を見ることができる。次に挙げるのは、カミングスが6歳の時、父親に書いた手紙である。
FATHER DEAR. BE, YOUR FATHER-GOOD AND GOOD,
HE IS GOOD NOW, IT IS NOT GOOD TO SEE IT RAIN,
FATHER DEAR IS, IT, DEAR, NO FATHER DEAR,
LOVE, YOU DEAR,
ESTLIN.
カミングスが小説『The Enormous Room』に続いて出版した第一詩集『チューリップと煙突』（1923年、Tulips and Chimneys）で、一般読者ははじめてカミングスの独特でエクセントリックな文法・句読点と出会った。
カミングスの有名な詩のいくつかは奇妙な印刷術や句読点をそれほど含まないが、それでも紛れもないカミングスのスタイルを伝えている。
anyone lived in a pretty how town
(with up so floating many bells down)
spring summer autumn winter
he sang his didn't he danced his did

Women and men(both little and small)
cared for anyone not at all
they sowed their isn't they reaped their same
sun moon stars rain
-- E・E・カミングス『anyone lived in a pretty how town』の冒頭。名もない町の住民の生活を詳細に描いた詩。
最初の行の、全てが小文字、「pretty how town（美しい・何て・町）」というありえないフレーズが、この詩のスタイルをはっきりと表している。なお、ジョージ・ルーカスはこの詩を1967年に短編映画化している。詳細はanyone lived in a pretty how townを参照。
why must itself up every of a park
anus stick some quote statue unquote to
prove that a hero equals any jerk
who was afraid to dare to answer "no"?
-- E・E・カミングス『why must itself up every of a park』
読者は時々、カミングスの詩で耳障りで不可解な効果を味わう。なぜならそれらの詩は、典型的な英文を生む従来の組合せの法則に従っていないからである。（たとえば、「they sowed their isn't [...]」や「why must itself」がいい例）。若い頃にガートルード・スタインを読んだことが、カミングスの芸術的発展の面でスプリングボードになったのだと思われる。（ロベルト・ヴァルザーの作品がフランツ・カフカのスプリングボードになったように）。いくつかの点で、カミングスの作品は他のどの詩人・作家以上に、スタイル的にスタインの流れを汲んでいる。
くわえて、カミングスの詩の多くは（一部あるいは全部）故意になされた綴りの間違いが特徴的であり、いくつかのものには、特定の方言を表すために意図された音声を表す綴りが含まれている。カミングスはさらに『in Just-』の中で、「mud-luscious」「puddle-wonderful」「eddieandbill」といった、工夫を凝らして組み立てた合成語を使用した。この詩が収められている連作詩集『Chansons Innocentes』には、「balloonman」を半分ヤギ半分人間の神話の生き物パーンと比較した多くの言及がある。
カミングスの詩の多くは風刺的で社会的関心を書いている（『why must itself up every of a park』参照）が、それと同等かあるいはそれ以上に、ロマンティシズムへの強い傾向を持っている。カミングスの詩は何度も何度も愛、セックス、再生の季節を祝っている（『anyone lived in a pretty how town』参照）。
カミングスの才能は児童書、小説、絵画にも及んでいる。その多芸多才さの顕著な例はコミック・ストリップ『クレイジー・カット』のために書かれた序論である。
カミングスは4本の戯曲を残している。
- HIM（1927年）
3幕。初演は1928年、ニューヨークのProvincetown Players。演出はJames Light。劇作家の「Him」とそのガールフレンド「Me」が主な登場人物。カミングスは異端の演劇と言っている。
- Anthropos, or the Future of Art（1930年）
1幕の短編。アンソロジー『Whither, Whither or After Sex, What? A Symposium to End Symposiums』に収録。主役の「男」と3人の「infrahumans」（劣った生き物）たちの対話劇。「anthropos」とはギリシャ語で「人類」のこと。
- Tom, A Ballet（1935年）
『アンクル・トムの小屋』をベースにしたバレエ。1つのシノプシスの詳細と4つのエピソードの記述で、1935年に出版された。公演はされていない。それ以上の情報はE・E・カミングス・ソサエティのページ（"Tom"）を参照。
- Santa Claus: A Morality（1946年）
おそらくカミングスの元も成功した劇。寓意的なクリスマス・ファンタジー。1幕5場。この年に再会した娘ナンシーにインスパイアされたもの。ハーバード大学の雑誌「Wake」に発表されたのが最初。主役はサンタクロースとその家族（「女」「子」）、「死」、「群衆」。サンタクロース一家が知識（科学）への切望のためばらばらになるというストーリー。しかし、いろいろあった後、サンタクロースの愛の信仰と物質主義の拒絶、科学と関わったことへの失望が是認され、サンタクロースは「女」「子」と再び一緒になる。

### 作品リスト
- The Enormous Room（小説。1922年）
- チューリップと煙突（詩。1923年、1925年。自費出版）
- XLI Poems（詩。1925年）
- is 5is 5（詩。1926年）
- HIM（戯曲。1927年）
- ViVa（詩。1931年）
- Eimi（詩。1933年）
- No Thanks（詩。1935年）
- Collected Poems（詩。1930年）
- 50 Poems（詩。1940年）
- 1 × 1（詩。1944年）
- Xaipe: Seventy-One Poems（詩。1950年）
- i—six nonlectures（1953年）
- Poems, 1923-1954（詩。1954年）
- 95 Poems（詩。1958年）
- 73 Poems（詩。1963年、死後に出版）
- Fairy Tales（詩。1965年、死後に出版）

### 日本語訳
- カミングス詩集 - 訳：藤富保男（思潮社）
- 小さなわたしさん - 訳：藤富保男（旺文社）
- 巨大な部屋 - 訳：飯田隆昭（思潮社）

## 読書案内
- Friedman, Norman (editor), E. E. Cummings: A Collection of Critical Essays
- Friedman, Norman, E. E. Cummings: The Art of his Poetry
- James, George, E. E. Cummings: A Bibliography
- Kennedy, Richard S., Dreams in the Mirror: A Biography of E. E. Cummings
- McBride, Katharine, A Concordance to the Complete Poems of E.E.Cummings
- Sawyer-Lauçanno, Christopher, E. E. Cummings: A Biography, Methuen, 2005. ISBN 0-413-77486-4.

### オーディオ
- All in green my love went riding
- Buffalo Bill 's
- i have found what you are like
- IF
- it may not always be so;and i say
- nobody loses all the time
- O sweet spontaneous
- the/ sky/ was
- this is the garden;colours come and go,
- Thy fingers make early flowers of
- when life is quite through with
- Where’s Madge then